# Calopteryx viridi-sericea
Calopteryx viridi-sericea är en trollsländeart som först beskrevs av Geoffroy.  Calopteryx viridi-sericea ingår i släktet Calopteryx och familjen jungfrusländor. Inga underarter finns listade i Catalogue of Life.